# Blues – Rock Guitar Workshop
Blues – Rock Guitar Workshop – polski zespół blues-rockowy o płynnym składzie, powstały w 1991 roku we Wrocławiu w celu promowania podręcznika dla gitarzystów pt. Blues – Rock Guitar Workshop, autorstwa Leszka Cichońskiego podczas wrocławskich targów muzycznych „Intermedia '91”. 
Pierwszy skład grupy tworzyli: Leszek Cichoński (gitara), Jerzy Styczyński (gitara), Włodzimierz Krakus (gitara basowa) i Jerzy Piotrowski (perkusja). W latach 1993–1996, basistą w projekcie był też Andrzej Pluszcz, zaś w 1994 roku, miejsce Piotrowskiego zajął Zbigniew Lewandowski. W latach 1996–2000, gitarzystą basowym był ponownie W. Krakus. 
W zależności od potrzeb, zespół konstytuuje się w różnych składach personalnych:
- 1991–1993: Leszek Cichoński (gitara), Jerzy Styczyński (gitara), Włodzimierz Krakus (gitara basowa), Jerzy Piotrowski (perkusja).
- 1993–1994: Leszek Cichoński (gitara), Andrzej Pluszcz (gitara basowa), Jerzy Piotrowski (perkusja). Gościnnie: Sławomir Wierzcholski, Krzysztof Ścierański.
- 1994–1996: Leszek Cichoński (gitara), Włodzimierz Krakus (gitara basowa), Andrzej Pluszcz (gitara basowa), Zbigniew Lewandowski (perkusja). Gościnnie: Janusz Skowron, Jerzy Kaczmarek, Tony McPhee, Wojciech Garwoliński, Sławomir Wierzcholski, Jerzy Styczyński, Grzegorz Skawiński, Dariusz Kozakiewicz, Kenny Carr.
- 1996–1999: Leszek Cichoński (gitara), Włodzimierz Krakus (gitara basowa), Wojciech Karolak (organy Hammonda), Kuba Majerczyk (perkusja). Gościnnie: Carlos Johnson, Artur Dutkiewicz.
- 1999–2000: Leszek Cichoński (gitara), Włodzimierz Krakus (gitara basowa), Wojciech Karolak (organy Hammonda), Michał Czwojda (perkusja), Marek Kapłon (perkusja). Gościnnie: Pistol Pete.
- 2000: Leszek Cichoński (gitara), Włodzimierz Krakus (gitara basowa), Andrzej Ryszka (perkusja). Gościnnie: Stan Skibby.
- 2000: Leszek Cichoński (gitara), Włodzimierz Krakus (gitara basowa), Robert Szydło (gitara basowa), Marek Kapłon (perkusja). Gościnnie Stan Skibby, Anika, Artur Dutkiewicz, Andrzej Waśniewski.
- 2001–2002: Leszek Cichoński (gitara), Andrzej Waśniewski (keyboard), Robert Szydło (gitara basowa), Marek Kapłon (perkusja). Gościnnie: Stan Skibby, Anika, Jacek Jaguś, Jerzy Styczyński.
- 2003: Leszek Cichoński (gitara), Robert Jarmużek (keyboard), Robert Szydło (gitara basowa), Andrzej Stagraczyński (gitara basowa), Marek Kapłon (perkusja). Gościnnie: Krzysztof Scierański, Wojciech Karolak, Anika.
- 2004–2005: Leszek Cichoński (gitara), Robert Jarmużek (keyboard), Robert Szydło (gitara basowa), Bartosz Niebielecki (perkusja).
- 2005: Leszek Cichoński (gitara), Wojciech Karolak (keyboard), Robert Jarmużek (keyboard), Robert Szewczuga (gitara basowa), Bartosz Niebielecki (perkusja). Gościnnie: Carlos Johnson.
- 2005–2006: Leszek Cichoński (gitara), Wojciech Karolak (keyboard), Robert Jarmużek (keyboard), Robert Szewczuga (gitara basowa), Tomasz Grabowy (gitara basowa), Bartosz Niebielecki (perkusja), Michał Czwojda (perkusja), Marek Kapłon (perkusja).

Niektórzy muzycy wchodzący w skład grupy to także autorzy podręczników do nauki gry na instrumencie w stylu rockowo-bluesowym oraz wykładowcy na licznych warsztatach muzycznych, odbywających się podczas imprez, takich jak: Blues nad Bobrem w Bolesławcu, Jarocinie, Brodnicy i Blues Express w Zakrzewie.
Projekt muzyczny Blues – Rock Guitar Workshop, brał udział w festiwalach: Jazz nad Odrą, Międzynarodowe Głogowskie Spotkania Jazzowe, Blues nad Bobrem, Rawa Blues, Jazz w Kocyndrze, Blues Express.